# 1997年高雄氣爆事故
1997年高雄氣爆事故，又稱鎮興橋爆炸案、913爆炸案，是1997年9月13日上午，發生在中華民國（臺灣）高雄市前鎮區鎮興路與鎮洋路口（鎮興橋附近）的液化石油氣爆炸案。
本事故共造成11死、17人輕重傷。

## 事件經過
1997年（民國86年）9月13日上午8時，中國石油股份有限公司在高雄市前鎮區鎮興橋一帶，進行管線切割汰換工程。工程人員測試管內是否有殘存的液化石油氣時，以挖土機在直徑12吋管線上開0.9公分小洞，發現前2天頂水作業（將水灌進管線清洗殘留的液化石油氣）的用水湧出。為加速管線內的水排出，工程人員將洞挖至拳頭大，卻突然湧出大量液化石油氣。8時59分向高雄市政府消防局通報。但消防車一抵達現場，旋即發生嚴重氣爆。多名消防隊員嚴重灼傷，當中2人殉職。附近23戶民宅被燒毀或玻璃被震碎，當場造成2人死亡，附近民眾二十多人被氣爆波及。大火到當天晚上10時才完全撲滅。
中油最終遭受災戶求償，付出新臺幣4.14億元賠償。